# Gacrux
Gacrux este a treia stea cea mai strălucitoare din constelația sudică Crucea Sudului. Are denumirea Bayer Gamma Crucis, care este latinizat din γ Crucis și prescurtat Gamma Cru sau γ Cru. Cu o magnitudine vizuală aparentă de +1,63, este a 26-a cea mai strălucitoare stea de pe cerul nopții. O linie de la cei doi „Pointers”, Alpha Centauri prin Beta Centauri, duce la 1° nord de această stea. Folosind măsurători de paralaxă făcute în timpul misiunii Hipparcos, acesta este situat la o distanță de 88,6 ani lumină (27,2 parseci) de Soare. Este cea mai apropiată stea gigantică roșie de tip M de Soare.